# Venetianskan
Venetianskan är en svensk TV-film från 1958 i regi av Ingmar Bergman. 

## Om filmen
Filmen premiärvisades 21 februari 1958 på TV. Som förlaga har man pjäsen Venetianskan av en okänd italiensk 1500-talsförfattare. 

## Roller i urval
- Folke Sundquist - Julio, en yngling
- Maud Hansson - Nena, Angelas tjänsteflicka
- Eva Stiberg - Angela, änka
- Gunnel Lindblom - Valeria, en gift kvinna
- Helena Reuterblad - Oria, Valerias tjänsteflicka
- Sture Lagerwall - Bernardo